# 佩德羅萊奧波爾杜

佩德羅萊奧波爾杜在巴西的位置

佩德羅萊奧波爾杜（葡萄牙語：Pedro Leopoldo）是巴西的城鎮，位於該國東南部，由米納斯吉拉斯州負責管轄，始建於1924年1月27日，面積291平方公里，海拔高度902米，2010年人口58,696，人口密度每平方公里201.68人。